# Amphibolurus centralis
Amphibolurus centralis — вид ігуаноподібних ящірок родини агамових (Agamidae). Ендемік Австралії.

## Поширення і екологія
Amphibolurus centralis мешкають в центральних районах Австралії, зокрема на півдні Північної Території.